# 頼薇如
頼薇如（ドリス・ライ、1984年12月30日 - ）は台湾の女優、アイドルグループ7Flowersのメンバーである。旧名はイブ・ライ。

## プロフィール
- 英名： Doris Lai (旧名：Ive Lai Wei Ru)
- 身長： 152 cm
- 体重： 40 kg
- 血型： O
- 言語： 中国語、日本語
- 趣味： 映画鑑賞

## 主な出演作品
- 格闘天王 / Mr. Fighting（2005年）
- 微笑Pasta / Smiling Pasta（2006年）
- 星蘋果楽園 / Legend of Star Apple - ササ（2006年）
- 愛情魔法師 / The Magicians of Love - YULI（2006年）